# كلوستريديوم أوروتيكي
كلوستريديوم أوروتيكام أو كلوستريديوم أوروتيكي (نسبة لحمض الأوروتيك) هو نوع من البكتيريا من فصيلة كلوستريدياسيا.